# Phoneur
Phoneur ist ein ab 2005 entwickelter Begriff, der einen Menschen bezeichnen soll, der sich richtungslos, aber reflektierend mit mobiler Technologie, vorwiegend dem Smartphone, im Stadtraum bewegt.
Der Begriff ist angelehnt an den aus der literarischen Tradition bekannten Flaneur. Ein Phoneur ist aktiver Nutzer des Informationsnetzes der Stadt, das grundlegend für die Urbanität der Gegenwart ist. Er ist jederzeit mit dem Internet verbunden und zugleich im virtuellen Raum. Begreift man den Flaneur als Inbegriff der Verstädterung des 19. Jahrhunderts, so kann der Phoneur als dessen Weiterentwicklung im 21. Jahrhundert gelten. Der Akt des Sehens und Beobachtens ist durch mobile Technologie im Wandel, heute scrollt man auch auf digitalen Geräten, deren mobile Medientechnologie sich zunehmend in den urbanen Raum einschreibt. Der Flaneur wird auf diese Weise heute auch zum scrollenden Flaneur.
Ein Phoneur nimmt die Stadt nicht nur als physisches Schauspiel wahr, sondern orientiert sich im Informationsnetz. Mobile und vernetzte Technologie verändert so das Verständnis vom Ort im Alltagsleben und erinnert wie in der Tradition des Flaneurs daran, dass ein Ort sich auch durch Geschichten und Erinnerungen definiert und nicht nur durch die geografische Position. Während die Aufmerksamkeit des Flaneurs sich eher auf den jeweiligen Augenblick und Ort richtet, ist der durch Technik vernetzte Phoneur jemand, dessen Aufmerksamkeit zusätzlich auf eine Verbindung mit dem Internet oder eine Konversation mit jemandem, der unter Umständen weit entfernt ist, gerichtet ist. Der Akt des Gehens wird zugleich aber auch online nachsehbar und der Phoneur hinterlässt durch seine Vernetzung auch als Datenobjekt Spuren im virtuellen Raum. Im Gegensatz zum Flaneur, der vorwiegend vom Visuellen bestimmt wird, ist der Phoneur durch die Atmosphäre der Stadt im Informationszeitalter strukturiert, wobei zugleich Haptik und Aura der Technik die Dominanz des Visuellen überlagern.
Die Figur des Phoneurs wurde erstmals erwähnt bei dem Kulturwissenschaftler Robert Luke (2005), der ihn als postmodernen Flaneur definiert hat.
In gewisser Weise ist der Phoneur im physischen und im Virtuellen Raum zugleich. In der Soziologie wird dieser Vorgang des virtuellen Produzierens und Konsumierens im Rahmen von Globalisierungsprozessen schon 1996 beschrieben und der ortlose Raum in einem verflüssigten globalen Zustand gedacht. Der Kulturanthropologe Marc Augé entwarf in den 1990er Jahren ein kulturpessimistisches Bild von Nicht-Orten, die nur noch Durchgangsort oder Knotenpunkt sind.
Eine Rolle spielt der Begriff des Phoneurs auch für aktuelle Computerspiele für Smartphones wie Location-based Games, die von GPS-Technik Gebrauch machen und es ermöglichen, städtischen Raum auf andere Weise zu erfahren und zu definieren. Auch in diese Spiele fließt das Zufällige und Fließende bei der Bewegung im Stadtraum mit ein. Das Vertraute und Alltägliche der Stadt wird durch sie zu einem Spielfeld.
Während der Phoneur einerseits eher dystopisch betrachtet wird, wird andererseits darauf verwiesen, dass er nicht nur passiv am Stadtraum teilnimmt und Ziel von Werbung ist, sondern auch – im Gegensatz zum Flaneur – aktiv an der Gestaltung seines Ortes teilnimmt.